# Indira Myles
Indira Myles a M.A.G.U.S. világának egyik szerzője, többek között a Shajaran c. regény írója.
A szerző polgári neve Kolozsvári Zsófia.

## Művei
- Indira Myles: Shajaran. Sorsvető; Inomi, Bp., 2004
- A Viharfaló titka; Delta Vision, Bp., 2009 (M.a.g.u.s. könyvek)
- S. Kolozsvári Zsófia: Se vas, se tűz; Alexandra, Pécs, 2012 (Zenit, az örökség)
- Bíbor és kék (novella a Bíborgyöngyök c. novelláskötetben)
- Ár(ny)folyamok (hangulatnovella a Mass Effect számítógépes játék magyar kiadásához)
- Sólyom és lótusz (novella A hit városa c. novelláskötetben)
- Szelíd tekintet (novella a Bíborgyöngyök II - Ármányok és álcák c. novelláskötetben)
- Áldozatok (novella a Bíborgyöngyök III - A számadás c. novelláskötetben)